# Carpornis
Genre
Carpornis est un genre d'oiseaux de la famille des Cotingidae.

## Liste des espèces
Selon la classification de référence du Congrès ornithologique international (version 7.3, 2017) :
- Carpornis cucullata (Swainson, 1821)
- Carpornis melanocephala (zu Wied-Neuwied, 1820)